# 町野治
町野 治（まちの おさむ、1959年8月15日 - ）は日本のプロゴルファー。

## 来歴
1983年の栃木県オープンでは初日を6位でスタートし、最終日も6位で終えた。
1984年の栃木オープンで最終日に69をマークし、高橋五月・鹿毛隆男を抑えると同時に川波通幸をプレーオフで破って初優勝。
1988年のCITICORP OPENでは泉川ピート・安田春雄・須藤聡明・高見和宏・植田浩史と並んでの9位タイ、1990年のサンコーグランドサマーでは海老原清治・森憲二・中村輝夫・高見と並んでの6位タイ、1991年にはNST新潟オープンで牧野裕・野口裕樹夫・海老原と並んでの5位タイに入り、後楽園カップ（第5回）で優勝する。
1992年に茨城オープンで加藤仁・岩下吉久・大井手哲・芹澤大介・森茂則に次ぐと同時に江本光・小泉清一・小溝高夫・渡辺由己と並んでの6位タイに入り、1995年のジーン・サラゼン ジュンクラシックを最後にレギュラーツアーから引退。

## 主な優勝
- 1984年 - 栃木オープン
- 1991年 - 後楽園カップ（第5回）